# ビジャレアルCF
ビジャレアル・クルブ・デ・フトボル（スペイン語: Villarreal Club de Fútbol, S.A.D., バレンシア語: Vila-real Club de Futbol, S.A.D.）は、バレンシア州カステリョン県ヴィラ＝レアルに本拠地を置くスペインのサッカークラブチーム。プリメーラ・ディビシオンに属している。1923年に創設され、24,890人収容のエスタディオ・デ・ラ・セラミカをホームスタジアムとしている。
ビジャレアルとはスペイン語で「王の町」という意味であり、その名の通りチームのエンブレムには王冠があしらわれている。ただし、この場合の「レアル」とはアラゴン王国の王を指し、現在のスペイン王室ではない。そのため王冠のデザインも他に「レアル」を冠するチームのものとは異なっている。しばしば、成功したスモールクラブの例として引き合いに出される。

## 歴史

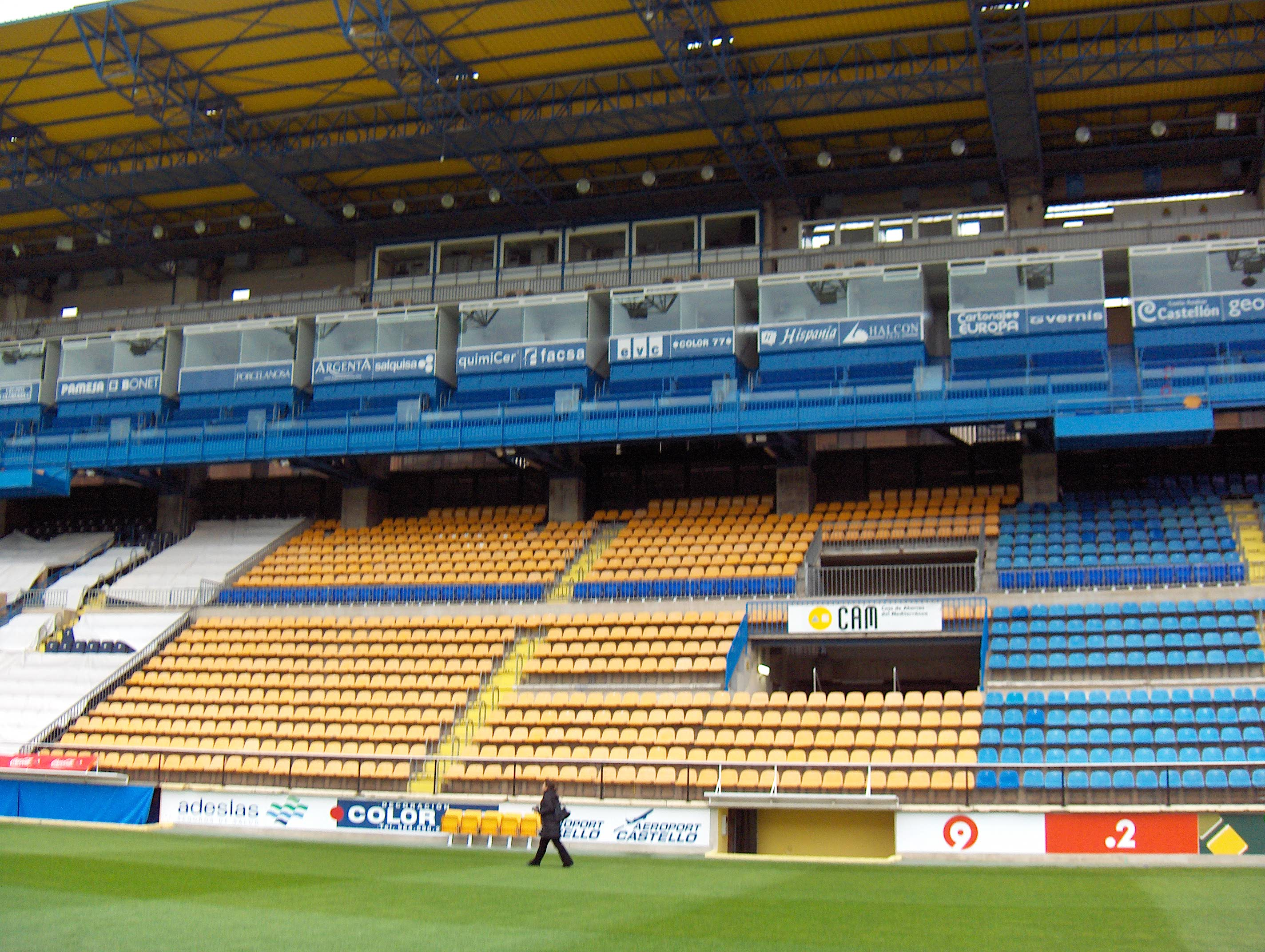
エル・マドリガル

### 黎明期
1923年3月10日、すべてのスポーツ、特にサッカーを奨励するためにビジャレアルCD(Villarreal CD)が創設された。初代会長は化学者のホセ・カルドゥチュ・アルメーラであり、その補佐として銀行員のホセ・マルティネス・アギラールが、会計として行政官のカルロス・カタラジュー・ホルダが就任した。スタジアムは月額60ペセタ（約0.36ユーロ）で借用し、チケット金額は成人男性0.5ペセタ（約0.005ユーロ）、子ども0.25ペセタに設定された。成人女性は自由な入場が認められた。同年6月17日、ビジャレアルのスタジアムが竣工し、CDカステリョン対セルバンテス戦がスタジアムの初試合となった。同年10月21日、ビジャレアルはカステリョンと初試合を行った。黎明期のユニフォームは白色のシャツと黒色のパンツであり、クラブ初のバッジの色を反映している。1925年にはスタジアムがエル・マドリガルと命名された。

### 1929–1998
1929年にスペインサッカー連盟が全国リーグ（リーガ・エスパニョーラ）を発足させ、プリメーラ・ディビシオン（1部）を頂点にするピラミッド型のリーグシステムが構成されてからは、ビジャレアルは地域リーグに参戦した。1934-35シーズン、勝利クラブが全国規模のセグンダ・ディビシオン（2部）に昇格する可能性があった戦いで、ビジャレアルはカルタヘナCFに敗れた。翌シーズンのビジャレアルは地域リーグの最上位ディビジョン（4部相当）で優勝したが、その後スペイン内戦が勃発し、全てのスポーツ大会は中止された。内戦は1939年に終結し、1950-51シーズンに地域リーグの最上位ディビジョンに昇格するまで、クラブは再び地域リーグの2部（5部相当）でプレー。1942年、クラブはCAFビジャレアル(CAF Villarreal)に名称を変更し、バッジの色も黄色に変更された。「F」は運動クラブでありチームのサポーターであるFoghetcazを表している。1954年、現在の名称であるビジャレアルCF(Villarreal CF)に変更され、バッジも現在のものによく似たデザインが採用された。
1955-56シーズンに優勝して全国リーグのテルセーラ・ディビシオン（3部）に昇格する前には、地域リーグの最上位ディビジョンで7位となり、二度4位となった。1960-61シーズンのテルセーラ・ディビシオンは14位で地域リーグ降格となった。1966年夏に現在のバッジが採用されると、1966-67シーズンには地域リーグで優勝してテルセーラ・ディビシオンに復帰し、1970年にはクラブ史上初めてセグンダ・ディビシオンに到達した。セグンダ・ディビシオンへの昇格初年度はなんとか降格を回避したものの、1971-72シーズン終了後にテルセーラ・ディビシオン降格となった。1975-76シーズン終了後、テルセーラ・ディビシオンから地域リーグに降格したが、翌シーズン終了後には再びテルセーラ・ディビシオンに昇格した。
1986-87シーズン終了後にはセグンダ・ディビシオンB（現3部）に昇格したが、1990年には18位でテルセーラ・ディビシオン降格となった。しかし2シーズン連続で昇格し、名称変更後 初めてセグンダ・ディビシオンに昇格した。1992-93シーズンから1996-97シーズンはたいてい順位表の下位や中位に位置したが、1997年のフェルナンド・ロイグ会長就任がクラブの大きな転機になった。ロイグ会長は就任会見で「3年以内にプリメーラ・ディビシオンに昇格し、いずれはUEFAチャンピオンズリーグに出場する」と公約し、1997-98シーズンには4位となってプリメーラ・ディビシオン昇格プレーオフに出場した。昇格プレーオフではSDコンポステーラと2レグ制の試合を行った。ホームで行われたファーストレグには0-0で引き分け、アウェーのガリシア州で行われたセカンドレグも1-1の引き分けであったが、アウェーゴールルールによってクラブ史上初のプリメーラ・ディビシオン昇格が決定した。

### プリメーラ初挑戦
1998-99シーズンの開幕戦はリーグ覇者レアル・マドリードとの対戦となり、1998年8月31日にエスタディオ・サンティアゴ・ベルナベウで行われた。プリメーラ・ディビシオン昇格後初のホームゲームは、レアル・マドリード戦の翌週に行われたセルタ・デ・ビーゴ戦であった。同シーズンは気苦労の多いシーズンとなり、18位に終わってセグンダ・ディビシオンに降格した。1999-2000シーズンはセグンダ・ディビシオンを3位で終え、わずか1シーズンでプリメーラ・ディビシオンに復帰した。

### 欧州カップ戦の常連として
2000年に就任したビクトル・ムニョス監督は選手に攻撃精神を植えつけた。ディフェンスラインは高く保ち、前線からのプレッシングとオフサイドトラップを駆使し、ボールを奪ったらすぐさまカウンターに転じた。昇格初年度ながら7位に入り、UEFAカップ出場権まであと一歩の位置にたどり着いた。2001-02シーズンはリーグ戦で15位だったものの、コパ・デル・レイではベスト8となった。2002年夏にはUEFAインタートトカップに出場し、FHハフナルフィヨルズゥル（アイスランド）、トリノFC（イタリア）、トロワAC（フランス）を破ったが、決勝でマラガCF（同国対決）に2試合合計1-2で敗れた。ムニョス監督は南米選手を中心に積極的な補強を敢行し、2003年夏にFCバルセロナからフアン・ロマン・リケルメを獲得してからは、彼を中心としたチーム作りを推進した。同夏にもUEFAインタートトカップに出場すると、決勝でSCヘーレンフェーン（オランダ）を破って優勝し、2003-04シーズンのUEFAカップ出場権を得た。シーズン途中には南米の知将マヌエル・ペジェグリーニを招聘。UEFAカップが主要な欧州カップ戦へのデビューの機会となり、ASローマ（イタリア）やセルティックFC（スコットランド）に勝利した。結果的に優勝するバレンシアCF（同国対決）に準決勝で敗れたものの、初出場でベスト4となり、リーグ戦では8位となった。
2004年夏には3年連続でUEFAインタートトカップに出場し、決勝ではアトレティコ・マドリードをPK戦の末に破って優勝し、UEFAカップ出場権を得た。UEFAカップでは準々決勝でAZ（オランダ）に2試合合計2-3で敗れた。同シーズンのリーグ戦は3位で終え、UEFAチャンピオンズリーグ・プレーオフ出場権を獲得。25得点を積み上げた新戦力のディエゴ・フォルランが得点王（ピチーチ賞）のタイトルを獲得した。2005年夏にはリケルメの完全移籍での加入が決まり、UEFAチャンピオンズリーグで初出場にしてベスト4まで勝ち上がる大旋風を巻き起こした。2005-06シーズンのUEFAチャンピオンズリーグ・プレーオフで、エヴァートンFC（イングランド）を破って本選グループリーグ出場を決めると、同大会常連クラブの居並ぶグループリーグで、マンチェスター・ユナイテッドFC（イングランド）相手には2分、リール（フランス）とSLベンフィカ（ポルトガル）相手には1勝1分ずつの成績を残し、グループリーグを6戦無敗で終えた。アウェーでのベンフィカ戦勝利によって、ビジャレアルが首位、ベンフィカが2位で決勝トーナメント進出を決めた。決勝トーナメント1回戦ではレンジャーズFC（スコットランド）と対戦し、2試合合計3-3であったが、アウェーのアイブロックス・スタジアムで2-2と引き分けていたことから、アウェーゴールルールで勝ち上がりを決めた。準々決勝ではインテル（イタリア）に2試合合計2-2で引き分け、やはりアウェーゴールルールで勝ち上がりを決めた。準決勝ではアーセナルFC（イングランド）と対戦したが、ディフェンス陣に怪我人が続出しており、主審による疑惑の判定などもあって、ハイベリーで行われたファーストレグを0-1で落とした。ホームで行われたセカンドレグでは試合終了間際にPKを得たが、リケルメのキックが当時10戦連続無失点記録というチャンピオンズリーグ史上最長記録を更新したチームの最後の砦でドイツ代表の守護神に君臨するイェンス・レーマンに止められ、0-0の引き分け（2試合合計0-1）で敗退が決まった。アーセナルはパリで行われた決勝でFCバルセロナに敗れている。ビジャレアルはリーグ戦では7位に終わり、UEFAインタートトカップの出場権を得るにとどまった。
2006年夏のUEFAインタートトカップでは1回戦でNKマリボル（スロベニア）に敗れた。ホームでのファーストレグを1-2で落とし、アウェーでのセカンドレグは1-1の引き分けに終わった。2006-07シーズンはリケルメと首脳陣の対立による混乱によって成績が低迷するが、脱リケルメを図ったシーズン後半からは復調。クラブ新記録となる8連勝を記録し、リーグ5位でシーズンを終えた。2007-08シーズンは序盤戦で暫定ながら首位に立つなど好調を維持し、最終的にはバルセロナを押さえてクラブ史上最高の2位となった。また、UEFAカップではベスト32に達した。プレーオフではFC BATEボリソフ（ベラルーシ）を破り、本選グループリーグでは、ACFフィオレンティーナ（イタリア）、ムラダー・ボレスラフ（チェコ）、IFエルフスボリ（スウェーデン）、AEKアテネFC（ギリシャ）と同居したグループCを無敗で首位通過した。決勝トーナメント1回戦では、結果的に優勝するFCゼニト・サンクトペテルブルク（ロシア）と対戦した。パヴェル・ポグレブニャクのゴールによってロシアでのファーストレグを0-1で落とし、エル・マドリガルでのセカンドレグには2-1で勝利したものの、アウェーゴールルールでゼニトが勝ち上がりを決めた。
2008年、スペインサッカー史上初の女性監督としてヨーロッパサッカー界に話題を呼んだ日本人の佐伯夕利子が育成部スタッフに就任。2008-09シーズンはCLの決勝トーナメント1回戦でパナシナイコスFCを破るが、準々決勝でアーセナルに破れ、同大会はベスト8、リーグ戦は5位で終えた。しかし、2011-12シーズンは当時財政難だった事もあり開幕前にサンティ・カソルラ、ジョアン・カプデビラら主力が移籍した。特にカソルラが移籍した時は2000万ユーロも得たがその2000万ユーロの資金を活用して獲得した新戦力もフィットせず、さらにはジュゼッペ・ロッシが右膝の前十字靱帯断裂でシーズンの大半を棒に振ったのを筆頭にマルコス・セナやニウマール等の主力も怪我に泣いた。この状況下で不運にもSSCナポリ、マンチェスター・シティFC、バイエルン・ミュンヘンらと同組になる所謂死の組に入ったUEFAチャンピオンズリーグと併行して戦わなければならず案の定6戦全敗を喫すると、国内リーグでもチームは勝ち点を積み上げる事が出来ず17位に低迷した12月末にフアン・カルロス・ガリードを免職にし、後任に当時Bチームを率いていたホセ・フランシスコ・モリーナを昇格させるが、その後の11試合で3勝（3分け5敗）しか挙げられずにモリーナをわずか3か月で解雇。1シーズンで2度も任を解かれるという異常事態に発展しオサスナやラ・コルーニャを残留させた事のあるミゲル・アンヘル・ロティーナを招聘するがラスト11試合で3勝5分3敗と三度思う様に勝ち点を稼ぐ事が出来なかった。残留争いに加わった事の無いメンバーが大半を占めていたチームにとって精神的な弱さは致命傷となり、試合終盤に失点を喰らって取り零した勝ち点は多く、アウェーで3勝しか挙げられなかったのも痛かった。最終節では残留を争っていたラージョ・バジェカーノが後半ロスタイムに得点をあげて勝利し、ビジャレアルはアトレティコ・マドリードに敗戦したために18位となり、13シーズンぶりの降格が決定した。

### 2010年代～現在: 降格とヨーロッパでの戴冠

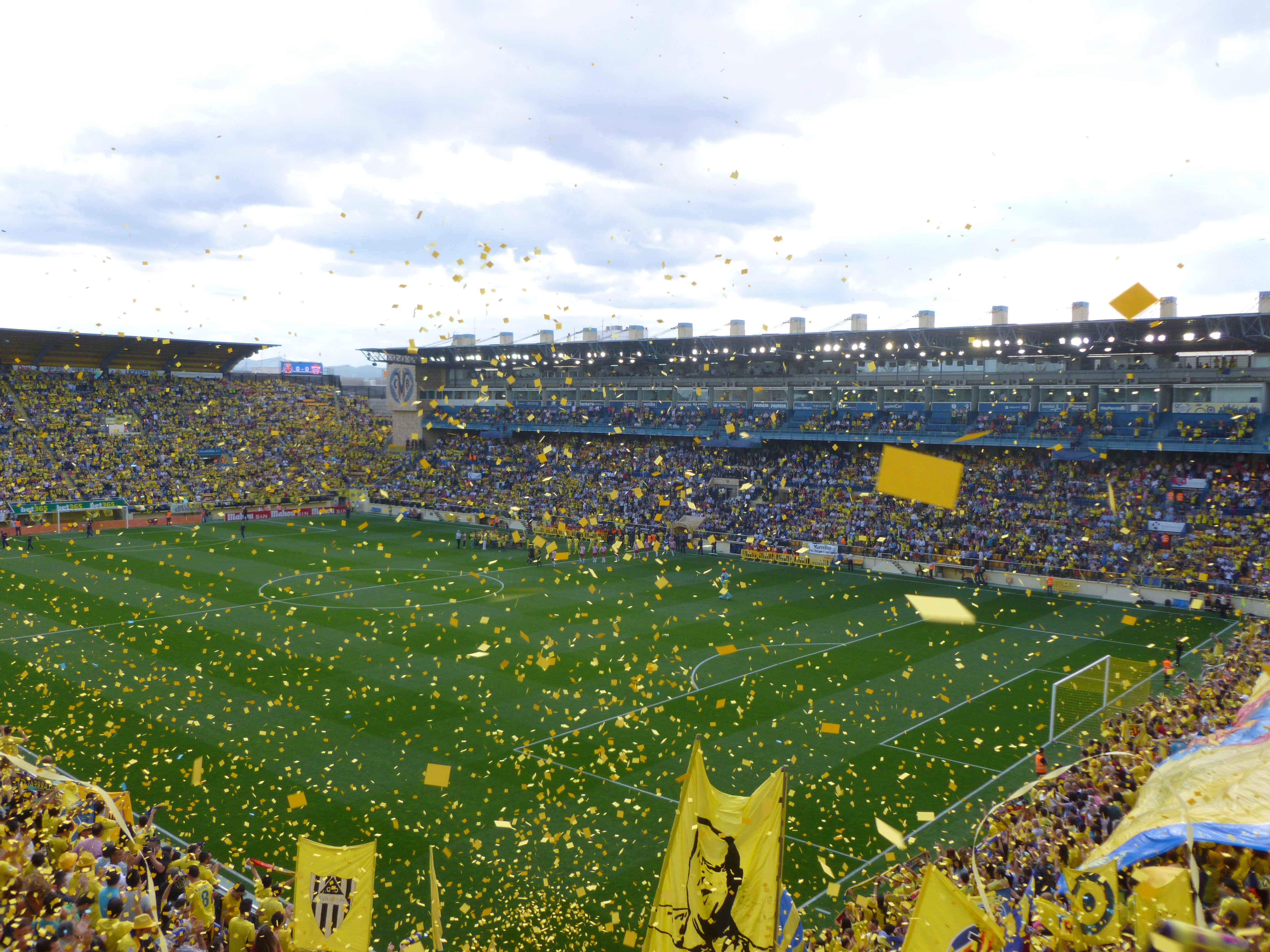
2012-13シーズンの最終節UDアルメリア戦にて。勝利してラ・リーガ昇格を決めた一枚。

2012年5月13日、この日のアトレティコ・マドリード戦に敗れてラ・リーガからの降格が決まった。ラ・リーガ復帰を目標に掲げた翌シーズンの始まりには、6月12日から新監督に就任したマヌエル・プレシアードが心臓発作によって急死した。また、セグンダに降格したことで当時のチームの中心選手だったボルハ・バレロやディエゴ・ロペス、ニウマール、ジュゼッペ・ロッシらがクラブを去り、大幅な戦力低下を招いた。
セグンダに降格したビジャレアルだったが、1シーズンで再びラ・リーガに復帰し、復帰後1シーズン目となった2013-14シーズンは第7節のレアル・ベティス戦まで無敗を続けた。このシーズンはリーグ戦を6位で終え、翌シーズンのUEFAヨーロッパリーグ出場権を獲得した。
2014-15シーズン、今季も昨シーズンと同じく6位フィニッシュで来季のUEFAヨーロッパリーググループステージ出場権を2シーズン連続で手にした。2015-16シーズンには、第6節と7節にかけて一時的にリーグ首位に立ったが、翌節に5位へと転落した。それでもその後は調子を崩すことなく4位でシーズンを終えると、UEFAチャンピオンズリーグ 2016-17出場権をかけてフランスのASモナコとCLプレーオフを戦うことになった。しかし、2戦合計3-1で敗れ、このシーズンは3シーズン連続となるヨーロッパリーグへ出場することとなった。そのヨーロッパリーグでは決勝トーナメントでSSCナポリやバイエル・レヴァークーゼンを破り、リヴァプールFCとの準決勝にまで進出した。第1戦をホームで1-0と勝利したが、第2戦のアウェーアンフィールドで3-0と完敗し、決勝進出まであと一歩届かなかった。
2020-21シーズン、開幕前にハビエル・カジェハ監督の後任としてウナイ・エメリを招聘し、3年契約を結んだ。ラ・リーガでは後半戦の過密日程により成績が安定せず7位フィニッシュ、コパ・デル・レイではベスト8でレバンテUDに敗北するなど振るわなかったが、2シーズンぶりに出場したUEFAヨーロッパリーグでは成功を収めた。ベスト8ではFCディナモ・キーウを、ベスト4でアーセナルFCを破って決勝に進出すると、マンチェスター・ユナイテッドFCとのキッカーを務めた選手が22人にも及ぶ長丁場のPK戦を制して、クラブ史上初めてヨーロッパリーグ優勝を果たした。また、クラブ初の日本人選手として、レアル・マドリードから久保建英が1シーズンのレンタル移籍でクラブに在籍していたが、出場機会を求めて冬の移籍市場でヘタフェCFにレンタル先を変更した。
2021-2022シーズンもリーグ戦では昨年と同じく7位でフィニッシュ、コパ・デル・レイもベスト32で敗退し、UEFAスーパーカップでもチェルシーに敗れたが、EL王者として出場したUEFAチャンピオンズリーグでは好成績を収めた。マンチェスターユナイテッド、アタランタ、ヤングボーイズと同組になったグループFで、勝利した方がグループリーグ突破が決定する最終節アタランタとのアウェ一戦で、3-0から2点を返されるが、何とか逃げ切り突破を決めると、ベスト16でユヴェントスと対戦、ホームでの1st legはヴラホヴィッチに開始僅か1分で先制されるも、その後1点を返して1-1のドローに持ち込むと、アウェーでの2nd legでは、後半に3点を叩き込んで2戦合計4-1とし、08-09以来のベスト8進出を決めた。ラウンド8ではバイエルン・ミュンヘンと対戦、1st legを1-0で終え、アウェーでの2nd legは、52分にレヴァンドフスキにゴールを許して先制され、2戦合計1-1と追いつかれるが、88分にチュクウェゼが同点弾を決め、2戦合計2-1で勝利し、05-06シーズン以来の準決勝進出を決めた。準決勝ではリヴァプールと対戦、アウェーでの1st legを2-0で落とすと、ホームでの2nd legでは前半で2点返して2戦合計で追いつくも、後半に3点を決められ、2戦合計5-2で敗退となった。

## クラブカラーとユニフォーム
第二次世界大戦前のユニフォームは白色のシャツと黒色のパンツであり、よく知られた黄色いユニフォームの起源は1947年まで遡る。新シーズンを間近に控えたある日、会長の息子がバレンシアのスポーツ店に立ち寄ったが、ユニフォームの在庫が黄色しかなく、しかたなく黄色いユニフォームを買って地元に帰ったことがユニフォームカラー変更のきっかけである。選手たちは黄色のシャツに関してはクラブにうってつけであるとしたが、黒色のパンツは好まず、会長の息子がカステリョンまで赴いて白色のパンツを人数分購入した。その後、選手たちの投票によってパンツが青色に染められた。この後しばらくは黄色のシャツと青色のパンツという組み合わせが続いたが、2003-04シーズンに黄色のシャツと黄色のパンツという組み合わせに変更された。アウェーユニフォームにはしばしば濃紺色が使われる。
2005-06シーズンから2010-11シーズンまではカステリョン空港（Aeroport Castello、アエロポルト・カステーリョ）が胸スポンサーであったが、2011-12シーズン以降は胸スポンサーがない状態が続いている。かつてはプーマがユニフォームサプライヤーであったが、現在はJoma(ホマ)がユニフォームを製造している。

## ニックネームとマスコット
ユニフォームカラーの黄色から、ビートルズの曲にちなんでエル・サブマリーノ・アマリーリョ（El Submarino Amarillo、イエローサブマリン）あるいはサブマリンズの愛称を持つ。この愛称は1967年から用いられている。なお、ホームスタジアムのエスタディオ・デ・ラ・セラミカの屋根も黄色に塗られている。アンダルシア州のクラブ、カディスCFもイエローサブマリンという愛称を持ち、どちらが本当のイエローサブマリンであるかが話題にのぼることがある。
2001年10月26日にグロゲ(Groguet)という名前のマスコットが公式に発表され、12月13日に地元の12歳の少年によって名づけられた。黄色いユニフォームを着た大きな体躯と、潜水艦の形をした水色の頭を持っている、人型のマスコットである。グロゲという名前は何かに由来するものではないが、クラブやファンそのものの愛称にもなっている。

## ライバル
地域的な理由により、同じカステリョン県に本拠地を置くCDカステリョンに対して長い間ライバル意識を抱いている。また、2000年代以降はビジャレアルとバレンシアCFがバレンシア州内における最も競争力の高いクラブであることから、バレンシアもまたライバルである。彼らとの対戦は現地でデルビー・デ・ラ・コムニタ(Derby de la Comunitat)、日本では特にバレンシア州ダービーと呼ばれる。

## 記録
最大得点差勝利は5点差であり、過去に3試合で達成している。1998-99シーズンのセグンダ・ディビシオンにおけるUDサラマンカ戦、2002-03シーズンのプリメーラ・ディビシオンにおけるセルタ・デ・ビーゴ戦、2009-10シーズンのプリメーラにおけるCDテネリフェ戦である。1試合最多得点は6点であり、2003-04シーズンのプリメーラにおけるホームでのラシン・サンタンデール戦で達成している。アウェーでの最大得点差勝利は2000-01シーズンにプリメーラにおけるUDラス・パルマス戦(5-1)と2004-05シーズンのプリメーラにおけるレアル・ソシエダ戦(4-0)で達成した4点差である。

## タイトル

### 国内タイトル
- テルセーラ・ディビシオン：1回

1969-70

### 国際タイトル
- UEFAヨーロッパリーグ：1回

2020-21

## 過去の成績

### 1996年以降
| シーズン | リーグ戦     | リーグ戦 | リーグ戦 | リーグ戦 | リーグ戦 | リーグ戦 | リーグ戦 | リーグ戦 | リーグ戦 | 国王杯       | 欧州カップ | 欧州カップ     | 最多得点者             | 最多得点者 |
| シーズン | ディビジョン | 順位     | 試       | 勝       | 分       | 敗       | 得       | 失       | 点       | 国王杯       | 欧州カップ | 欧州カップ     | 選手                   | 得点数     |
| -------- | ------------ | -------- | -------- | -------- | -------- | -------- | -------- | -------- | -------- | ------------ | ---------- | -------------- | ---------------------- | ---------- |
| 1996-97  | セグンダ     | 10位     | 38       | 13       | 9        | 16       | 38       | 52       | 48       | 3回戦敗退    |            |                | サリージャス           | 10         |
| 1997-98  | セグンダ     | 4位      | 42       | 19       | 16       | 7        | 51       | 38       | 73       | 1回戦敗退    |            |                | サリージャス           | 17         |
| 1998-99  | プリメーラ   | 18位     | 38       | 8        | 12       | 18       | 47       | 63       | 36       | ベスト16     |            |                | クライオヴェアヌ       | 13         |
| 1999-00  | セグンダ     | 3位      | 42       | 18       | 12       | 12       | 61       | 46       | 66       | ベスト16     |            |                | モイセス               | 17         |
| 2000-01  | プリメーラ   | 7位      | 38       | 16       | 9        | 13       | 58       | 52       | 57       | 2回戦敗退    |            |                | ビクトル               | 14         |
| 2001-02  | プリメーラ   | 15位     | 38       | 11       | 10       | 17       | 46       | 55       | 43       | 準々決勝敗退 |            |                | ビクトル               | 14         |
| 2002-03  | プリメーラ   | 15位     | 38       | 11       | 12       | 15       | 44       | 53       | 45       | 1回戦敗退    |            |                | J・ロペス              | 8          |
| 2003-04  | プリメーラ   | 8位      | 38       | 15       | 9        | 14       | 47       | 49       | 54       | ベスト16     | UC         | 準決勝敗退     | アンデルソン           | 12         |
| 2004-05  | プリメーラ   | 3位      | 38       | 18       | 11       | 9        | 69       | 37       | 65       | 3回戦敗退    | UC         | 準々決勝敗退   | フォルラン             | 25         |
| 2005-06  | プリメーラ   | 7位      | 38       | 14       | 15       | 9        | 50       | 39       | 57       | ベスト16     | UCL        | 準決勝敗退     | リケルメ               | 12         |
| 2006-07  | プリメーラ   | 5位      | 38       | 18       | 8        | 12       | 48       | 44       | 62       | ベスト16     |            |                | フォルラン             | 19         |
| 2007-08  | プリメーラ   | 2位      | 38       | 24       | 5        | 9        | 63       | 40       | 77       | 準々決勝敗退 | UC         | ベスト32       | ニハト                 | 18         |
| 2008-09  | プリメーラ   | 5位      | 38       | 18       | 11       | 9        | 61       | 54       | 65       | 4回戦敗退    | UCL        | 準々決勝敗退   | J・ジョレンテ          | 15         |
| 2009-10  | プリメーラ   | 7位      | 38       | 16       | 8        | 14       | 58       | 57       | 56       | ベスト16     | UEL        | ベスト32       | ニウマール             | 11         |
| 2010-11  | プリメーラ   | 4位      | 38       | 18       | 8        | 12       | 54       | 55       | 62       | 準々決勝敗退 | UEL        | 準決勝敗退     | G・ロッシ              | 18         |
| 2011-12  | プリメーラ   | 18位     | 38       | 9        | 14       | 15       | 39       | 53       | 41       | 4回戦敗退    | UCL        | GS敗退         | ルベン                 | 9          |
| 2012-13  | セグンダ     | 2位      | 42       | 21       | 14       | 7        | 68       | 38       | 77       | 2回戦敗退    |            |                | ウチェ                 | 14         |
| 2013-14  | プリメーラ   | 6位      | 38       | 17       | 8        | 13       | 60       | 44       | 59       | ベスト16     |            |                | ウチェ                 | 14         |
| 2014-15  | プリメーラ   | 6位      | 38       | 16       | 12       | 10       | 48       | 37       | 60       | 準決勝敗退   | UEL        | ベスト16       | ビエット               | 12         |
| 2015-16  | プリメーラ   | 4位      | 38       | 18       | 10       | 10       | 44       | 35       | 64       | ベスト16     | UEL        | 準決勝敗退     | バカンブ               | 22         |
| 2016-17  | プリメーラ   | 5位      | 38       | 19       | 10       | 9        | 56       | 33       | 67       | ベスト16     | UCL        | プレーオフ敗退 | バカンブ               | 12         |
| 2016-17  | プリメーラ   | 5位      | 38       | 19       | 10       | 9        | 56       | 33       | 67       | ベスト16     | UEL        | ベスト32       | バカンブ               | 12         |
| 2017-18  | プリメーラ   | 5位      | 38       | 18       | 7        | 13       | 57       | 50       | 61       | ベスト16     | UEL        | ベスト32       | バッカ                 | 15         |
| 2018-19  | プリメーラ   | 14位     | 38       | 10       | 14       | 14       | 49       | 52       | 44       | ベスト16     | UEL        | 準々決勝敗退   | トコ・エカンビ         | 18         |
| 2019-20  | プリメーラ   | 5位      | 38       | 18       | 6        | 14       | 63       | 49       | 60       | 準々決勝敗退 |            |                | ジェラール・モレノ     | 20         |
| 2020-21  | プリメーラ   | 7位      | 38       | 15       | 13       | 10       | 60       | 44       | 58       | 準々決勝敗退 | UEL        | 優勝           | ジェラール・モレノ     | 30         |
| 2021-22  | プリメーラ   | 7位      | 38       | 16       | 11       | 11       | 63       | 37       | 59       | ベスト32     | USC        | 準優勝         | アルノー・ダンジュマ   | 16         |
| 2021-22  | プリメーラ   | 7位      | 38       | 16       | 11       | 11       | 63       | 37       | 59       | ベスト32     | UCL        | 準決勝敗退     | アルノー・ダンジュマ   | 16         |
| 2022-23  | プリメーラ   | 5位      | 38       | 19       | 7        | 12       | 59       | 40       | 64       | ベスト16     | UECL       | ベスト16       | ホセ・ルイス・モラレス | 15         |
| 2023-24  | プリメーラ   | 位       | 38       |          |          |          |          |          |          |              | UEL        |                |                        |            |

| 優勝 | 準優勝 | 昇格 | 降格 |

### 1929-96年
| シーズン | ディビジョン | 順位 | 国王杯 |
| -------- | ------------ | ---- | ------ |
| 1929-56  | レヒオナレス | —    |        |
| 1956-57  | テルセーラ   | 8位  |        |
| 1957-58  | テルセーラ   | 5位  |        |
| 1958-59  | テルセーラ   | 6位  |        |
| 1959-60  | テルセーラ   | 12位 |        |
| 1960-61  | テルセーラ   | 14位 |        |
| 1961-62  | レヒオナレス | —    |        |
| 1962-63  | レヒオナレス | —    |        |
| 1963-64  | レヒオナレス | —    |        |
| 1964-65  | レヒオナレス | —    |        |
| 1965-66  | レヒオナレス | —    |        |
| 1966-67  | レヒオナレス | —    |        |
| 1967-68  | テルセーラ   | 3位  |        |
| 1968-69  | テルセーラ   | 9位  |        |
| 1969-70  | テルセーラ   | 優勝 |        |
| 1970-71  | セグンダ     | 16位 |        |
| 1971-72  | セグンダ     | 17位 |        |
| 1972-73  | テルセーラ   | 12位 |        |
| 1973-74  | テルセーラ   | 12位 |        |
| 1974-75  | テルセーラ   | 8位  |        |
| 1975-76  | テルセーラ   | 13位 |        |

| シーズン | ディビジョン | 順位 | 国王杯 |
| -------- | ------------ | ---- | ------ |
| 1976-77  | レヒオナレス | —    |        |
| 1977-78  | テルセーラ   | 15位 |        |
| 1978-79  | テルセーラ   | 13位 |        |
| 1979-80  | テルセーラ   | 9位  |        |
| 1980-81  | テルセーラ   | 16位 |        |
| 1981-82  | テルセーラ   | 7位  |        |
| 1982-83  | テルセーラ   | 14位 |        |
| 1983-84  | テルセーラ   | 13位 |        |
| 1984-85  | テルセーラ   | 14位 |        |
| 1985-86  | テルセーラ   | 6位  |        |
| 1986-87  | テルセーラ   | 3位  |        |
| 1987-88  | セグンダB    | 2位  |        |
| 1988-89  | セグンダB    | 4位  |        |
| 1989-90  | セグンダB    | 18位 |        |
| 1990-91  | テルセーラ   | 2位  |        |
| 1991-92  | セグンダB    | 2位  |        |
| 1992-93  | セグンダ     | 13位 |        |
| 1993-94  | セグンダ     | 16位 |        |
| 1994-95  | セグンダ     | 10位 |        |
| 1995-96  | セグンダ     | 15位 |        |

- 24シーズン - プリメーラ・ディビシオン（1部）
- 10シーズン - セグンダ・ディビシオン（2部）
- 4シーズン - セグンダ・ディビシオンB（3部相当、1977年創設）
- 23シーズン - テルセーラ・ディビシオン（4部相当、1977年以前は3部相当）
- 32シーズン - ディビシオネス・レヒオナレス（5部以下相当、1977年以前は4部以下相当）

## 欧州の成績
| シーズン | 大会                               | ラウンド   | 対戦相手                     | ホーム        | アウェー      | 合計          |  |
| -------- | ---------------------------------- | ---------- | ---------------------------- | ------------- | ------------- | ------------- |  |
| 2002     | UEFAインタートトカップ             | 2回戦      | FH                           | 2-0           | 2-2           | 4-2           |  |
| 2002     | UEFAインタートトカップ             | 3回戦      | トリノ                       | 2-0           | 0-2           | 2-2 (4-3 p)   |  |
| 2002     | UEFAインタートトカップ             | 準決勝     | トロワ                       | 0-0           | 2-0           | 2-0           |  |
| 2002     | UEFAインタートトカップ             | 決勝       | マラガ                       | 0-1           | 1-1           | 1-2           |  |
| 2003     | UEFAインタートトカップ             | 3回戦      | ブレシア                     | 2-0           | 1-1           | 3-1           |  |
| 2003     | UEFAインタートトカップ             | 準決勝     | ズブロヨフカ・ブルノ         | 2-0           | 1-1           | 3-1           |  |
| 2003     | UEFAインタートトカップ             | 決勝       | ヘーレンフェーン             | 0-0           | 2-1           | 2-1           |  |
| 2003-04  | UEFAカップ                         | 1回戦      | トラブゾンスポル             | 0-0           | 3-2           | 3-2           |  |
| 2003-04  | UEFAカップ                         | 2回戦      | トルペド・モスクワ           | 2-0           | 0-1           | 2-1           |  |
| 2003-04  | UEFAカップ                         | 3回戦      | ガラタサライ                 | 3-0           | 2-2           | 5-2           |  |
| 2003-04  | UEFAカップ                         | 4回戦      | ローマ                       | 2-0           | 1-2           | 3-2           |  |
| 2003-04  | UEFAカップ                         | 準々決勝   | セルティック                 | 2-0           | 1-1           | 3-1           |  |
| 2003-04  | UEFAカップ                         | 準決勝     | バレンシア                   | 0-0           | 0-1           | 0-1           |  |
| 2004     | UEFAインタートトカップ             | 2回戦      | OB                           | 2-0           | 3-0           | 5-0           |  |
| 2004     | UEFAインタートトカップ             | 3回戦      | スパルタク・モスクワ         | 1-0           | 2-2           | 3-2           |  |
| 2004     | UEFAインタートトカップ             | 準決勝     | ハンブルガー                 | 1-0           | 1-0           | 2-0           |  |
| 2004     | UEFAインタートトカップ             | 決勝       | アトレティコ・マドリード     | 2-0           | 0-2           | 2-2 (3-1 p)   |  |
| 2004-05  | UEFAカップ                         | 1回戦      | ハンマルビーIF               | 3-0           | 2-1           | 5-1           |  |
| 2004-05  | UEFAカップ                         | グループE  | ラツィオ                     | N/A           | 1-1           | 2位           |  |
| 2004-05  | UEFAカップ                         | グループE  | ミドルズブラ                 | 2-0           | N/A           | 2位           |  |
| 2004-05  | UEFAカップ                         | グループE  | パルティザン                 | N/A           | 1-1           | 2位           |  |
| 2004-05  | UEFAカップ                         | グループE  | エガレオ                     | 4-0           | N/A           | 2位           |  |
| 2004-05  | UEFAカップ                         | ラウンド32 | ディナモ・キーウ             | 2-0           | 0-0           | 2-0           |  |
| 2004-05  | UEFAカップ                         | ラウンド16 | FCSB                         | 2-0           | 0-0           | 2-0           |  |
| 2004-05  | UEFAカップ                         | 準々決勝   | AZ                           | 1-2           | 1-1           | 2-3           |  |
| 2005-06  | UEFAチャンピオンズリーグ           | 予選3回戦  | エヴァートン                 | 2-1           | 2-1           | 4-2           |  |
| 2005-06  | UEFAチャンピオンズリーグ           | グループD  | ベンフィカ                   | 1-1           | 1-0           | 1位           |  |
| 2005-06  | UEFAチャンピオンズリーグ           | グループD  | リール                       | 1-0           | 0-0           | 1位           |  |
| 2005-06  | UEFAチャンピオンズリーグ           | グループD  | マンチェスター・ユナイテッド | 0-0           | 0-0           | 1位           |  |
| 2005-06  | UEFAチャンピオンズリーグ           | ラウンド16 | レンジャーズ                 | 1-1           | 2-2           | 3-3 (a)       |  |
| 2005-06  | UEFAチャンピオンズリーグ           | 準々決勝   | インテル                     | 1-0           | 1-2           | 2-2 (a)       |  |
| 2005-06  | UEFAチャンピオンズリーグ           | 準決勝     | アーセナル                   | 0-0           | 0-1           | 0-1           |  |
| 2006     | UEFAインタートトカップ             | 3回戦      | マリボル                     | 1-2           | 1-1           | 2-3           |  |
| 2007-08  | UEFAカップ                         | 1回戦      | BATE                         | 4-1           | 2-0           | 6-1           |  |
| 2007-08  | UEFAカップ                         | グループC  | フィオレンティーナ           | 1-1           | N/A           | 1位           |  |
| 2007-08  | UEFAカップ                         | グループC  | AEKアテネ                    | N/A           | 2-1           | 1位           |  |
| 2007-08  | UEFAカップ                         | グループC  | ムラダー・ボレスラフ         | N/A           | 2-1           | 1位           |  |
| 2007-08  | UEFAカップ                         | グループC  | IFエルフスボリ               | 2-0           | N/A           | 1位           |  |
| 2007-08  | UEFAカップ                         | ラウンド32 | ゼニト                       | 2-1           | 0-1           | 2-2 (a)       |  |
| 2008-09  | UEFAチャンピオンズリーグ           | グループE  | マンチェスター・ユナイテッド | 0-0           | 0-0           | 2位           |  |
| 2008-09  | UEFAチャンピオンズリーグ           | グループE  | AaB                          | 6-3           | 2-2           | 2位           |  |
| 2008-09  | UEFAチャンピオンズリーグ           | グループE  | セルティック                 | 1-0           | 0-2           | 2位           |  |
| 2008-09  | UEFAチャンピオンズリーグ           | ラウンド16 | パナシナイコス               | 1-1           | 2-1           | 3-2           |  |
| 2008-09  | UEFAチャンピオンズリーグ           | 準々決勝   | アーセナル                   | 1-1           | 0-3           | 1-4           |  |
| 2009-10  | UEFAヨーロッパリーグ               | プレーオフ | NAC                          | 6-1           | 3-1           | 9-2           |  |
| 2009-10  | UEFAヨーロッパリーグ               | グループG  | レッドブル・ザルツブルク     | 0-1           | 0-2           | 2位           |  |
| 2009-10  | UEFAヨーロッパリーグ               | グループG  | ラツィオ                     | 4-1           | 1-2           | 2位           |  |
| 2009-10  | UEFAヨーロッパリーグ               | グループG  | レフスキ・ソフィア           | 1-0           | 2-0           | 2位           |  |
| 2009-10  | UEFAヨーロッパリーグ               | ラウンド32 | ヴォルフスブルク             | 2-2           | 1-4           | 3-6           |  |
| 2010-11  | UEFAヨーロッパリーグ               | プレーオフ | ドニエプル・マヒリョウ       | 5-0           | 2-1           | 7-1           |  |
| 2010-11  | UEFAヨーロッパリーグ               | グループD  | PAOK                         | 1-0           | 0-1           | 1位           |  |
| 2010-11  | UEFAヨーロッパリーグ               | グループD  | ディナモ・ザグレブ           | 3-0           | 0-2           | 1位           |  |
| 2010-11  | UEFAヨーロッパリーグ               | グループD  | クラブ・ブルッヘ             | 2-1           | 0-0           | 1位           |  |
| 2010-11  | UEFAヨーロッパリーグ               | ラウンド32 | ナポリ                       | 2-1           | 0-0           | 2-1           |  |
| 2010-11  | UEFAヨーロッパリーグ               | ラウンド16 | バイエル・レバークーゼン     | 2-1           | 3-2           | 5-3           |  |
| 2010-11  | UEFAヨーロッパリーグ               | 準々決勝   | トゥウェンテ                 | 5-1           | 3-1           | 8-2           |  |
| 2010-11  | UEFAヨーロッパリーグ               | 準決勝     | ポルト                       | 3-2           | 1-5           | 4-7           |  |
| 2011-12  | UEFAチャンピオンズリーグ           | プレーオフ | OB                           | 3-0           | 0-1           | 3-1           |  |
| 2011-12  | UEFAチャンピオンズリーグ           | グループA  | バイエルン・ミュンヘン       | 0-2           | 1-3           | 4位           |  |
| 2011-12  | UEFAチャンピオンズリーグ           | グループA  | ナポリ                       | 0-2           | 0-2           | 4位           |  |
| 2011-12  | UEFAチャンピオンズリーグ           | グループA  | マンチェスター・シティ       | 0-3           | 1-2           | 4位           |  |
| 2014-15  | UEFAヨーロッパリーグ               | プレーオフ | アスタナ                     | 4-0           | 3-0           | 7-0           |  |
| 2014-15  | UEFAヨーロッパリーグ               | グループA  | ボルシアMG                   | 2-2           | 1-1           | 2位           |  |
| 2014-15  | UEFAヨーロッパリーグ               | グループA  | チューリッヒ                 | 4-1           | 2-3           | 2位           |  |
| 2014-15  | UEFAヨーロッパリーグ               | グループA  | アポロン・リマソール         | 4-0           | 2-0           | 2位           |  |
| 2014-15  | UEFAヨーロッパリーグ               | ラウンド32 | レッドブル・ザルツブルク     | 2-1           | 3-1           | 5-2           |  |
| 2014-15  | UEFAヨーロッパリーグ               | ラウンド16 | セビージャ                   | 1-3           | 1-2           | 2-5           |  |
| 2015-16  | UEFAヨーロッパリーグ               | グループE  | ヴィクトリア・プルゼニ       | 1-0           | 3-3           | 2位           |  |
| 2015-16  | UEFAヨーロッパリーグ               | グループE  | ラピード・ウィーン           | 1-0           | 1-2           | 2位           |  |
| 2015-16  | UEFAヨーロッパリーグ               | グループE  | ディナモ・ミンスク           | 4-0           | 2-1           | 2位           |  |
| 2015-16  | UEFAヨーロッパリーグ               | ラウンド32 | ナポリ                       | 1-0           | 1-1           | 2-1           |  |
| 2015-16  | UEFAヨーロッパリーグ               | ラウンド16 | バイエル・レバークーゼン     | 2-0           | 0-0           | 2-0           |  |
| 2015-16  | UEFAヨーロッパリーグ               | 準々決勝   | スパルタ・プラハ             | 2-1           | 4-2           | 6-3           |  |
| 2015-16  | UEFAヨーロッパリーグ               | 準決勝     | リヴァプール                 | 1-0           | 0-3           | 1-3           |  |
| 2016-17  | UEFAチャンピオンズリーグ           | プレーオフ | モナコ                       | 1-2           | 0-1           | 1-3           |  |
| 2016-17  | UEFAヨーロッパリーグ               | グループL  | チューリッヒ                 | 2-1           | 1-1           | 2位           |  |
| 2016-17  | UEFAヨーロッパリーグ               | グループL  | FCSB                         | 2-1           | 1-1           | 2位           |  |
| 2016-17  | UEFAヨーロッパリーグ               | グループL  | オスマンルスポル             | 1-2           | 2-2           | 2位           |  |
| 2016-17  | UEFAヨーロッパリーグ               | ラウンド32 | ローマ                       | 0-4           | 1-0           | 1-4           |  |
| 2017-18  | UEFAヨーロッパリーグ               | グループA  | スラヴィア・プラハ           | 2-2           | 2-0           | 1位           |  |
| 2017-18  | UEFAヨーロッパリーグ               | グループA  | マッカビ・テルアビブ         | 0-1           | 0-0           | 1位           |  |
| 2017-18  | UEFAヨーロッパリーグ               | グループA  | アスタナ                     | 3-1           | 3-2           | 1位           |  |
| 2017-18  | UEFAヨーロッパリーグ               | ラウンド32 | リヨン                       | 0-1           | 1-3           | 1-4           |  |
| 2018-19  | UEFAヨーロッパリーグ               | グループG  | レンジャーズ                 | 2-2           | 0-0           | 1位           |  |
| 2018-19  | UEFAヨーロッパリーグ               | グループG  | ラピード・ウィーン           | 5-0           | 0-0           | 1位           |  |
| 2018-19  | UEFAヨーロッパリーグ               | グループG  | スパルタク・モスクワ         | 2-0           | 3-3           | 1位           |  |
| 2018-19  | UEFAヨーロッパリーグ               | ラウンド32 | スポルティングCP             | 1-1           | 1-0           | 2-1           |  |
| 2018-19  | UEFAヨーロッパリーグ               | ラウンド16 | ゼニト                       | 2-1           | 3-1           | 5-2           |  |
| 2018-19  | UEFAヨーロッパリーグ               | 準々決勝   | バレンシア                   | 0-2           | 1-5           | 1-3           |  |
| 2020-21  | UEFAヨーロッパリーグ               | グループI  | カラバフ                     | 3-0           | 3-1           | 1位           |  |
| 2020-21  | UEFAヨーロッパリーグ               | グループI  | マッカビ・テルアビブ         | 4-0           | 1-1           | 1位           |  |
| 2020-21  | UEFAヨーロッパリーグ               | グループI  | スィヴァススポル             | 5-3           | 1-0           | 1位           |  |
| 2020-21  | UEFAヨーロッパリーグ               | ラウンド32 | レッドブル・ザルツブルク     | 2-1           | 2-0           | 4-1           |  |
| 2020-21  | UEFAヨーロッパリーグ               | ラウンド16 | ディナモ・キーウ             | 2-0           | 2-0           | 4-0           |  |
| 2020-21  | UEFAヨーロッパリーグ               | 準々決勝   | ディナモ・ザグレブ           | 2-1           | 1-0           | 3-1           |  |
| 2020-21  | UEFAヨーロッパリーグ               | 準決勝     | アーセナル                   | 2-1           | 0-0           | 2-1           |  |
| 2020-21  | UEFAヨーロッパリーグ               | 決勝       | マンチェスター・ユナイテッド | 1-1 (11-10 p) | 1-1 (11-10 p) | 1-1 (11-10 p) |  |
| 2021     | UEFAスーパーカップ                 | 決勝       | チェルシー                   | 1-1 (5-6 p)   | 1-1 (5-6 p)   | 1-1 (5-6 p)   |  |
| 2021-22  | UEFAチャンピオンズリーグ           | グループF  | マンチェスター・ユナイテッド | 0-2           | 1-2           | 2位           |  |
| 2021-22  | UEFAチャンピオンズリーグ           | グループF  | アタランタ                   | 2-2           | 3-2           | 2位           |  |
| 2021-22  | UEFAチャンピオンズリーグ           | グループF  | ヤングボーイズ               | 2-0           | 4-2           | 2位           |  |
| 2021-22  | UEFAチャンピオンズリーグ           | ラウンド16 | ユヴェントス                 | 1-1           | 3-0           | 3-1           |  |
| 2021-22  | UEFAチャンピオンズリーグ           | 準々決勝   | バイエルン・ミュンヘン       | 1-0           | 1-1           | 2-1           |  |
| 2021-22  | UEFAチャンピオンズリーグ           | 準決勝     | リヴァプール                 | 2-3           | 0-2           | 2-5           |  |
| 2022-23  | UEFAヨーロッパカンファレンスリーグ | プレーオフ | ハイドゥク・スプリト         | 4-2           | 2-0           | 6-2           |  |
| 2022-23  | UEFAヨーロッパカンファレンスリーグ | グループC  | レフ・ポズナン               | 4-3           | 0-3           | 1位           |  |
| 2022-23  | UEFAヨーロッパカンファレンスリーグ | グループC  | ハポエル・ベエルシェバ       | 2-2           | 2-1           | 1位           |  |
| 2022-23  | UEFAヨーロッパカンファレンスリーグ | グループC  | アウストリア・ウィーン       | 5-0           | 1-0           | 1位           |  |
| 2022-23  | UEFAヨーロッパカンファレンスリーグ | ラウンド16 | 不明の旗                     |               |               |               |  |

## 現所属メンバー
2025年2月3日現在
注：選手の国籍表記はFIFAの定めた代表資格ルールに基づく。
| No. | Pos. |                  | 選手名                   |
| --- | ---- | ---------------- | ------------------------ |
| 1   | GK   | ブラジル         | ルイス・ジュニオール ★   |
| 2   | DF   | カーボベルデ     | ローガン・コスタ ()      |
| 3   | DF   | スペイン         | ラウール・アルビオル     |
| 4   | DF   | コートジボワール | エリック・バイリー ★     |
| 5   | DF   | フランス         | ウィリー・カンブワラ ()  |
| 6   | MF   | スペイン         | デニス・スアレス         |
| 7   | FW   | スペイン         | ジェラール・モレノ       |
| 8   | DF   | アルゼンチン     | フアン・フォイス ()      |
| 9   | FW   | カナダ           | タジョン・ブキャナン ()★ |
| 10  | MF   | スペイン         | ダニ・パレホ             |
| 11  | FW   | モロッコ         | イリアス・アコマシュ ()  |

| No. | Pos. |                  | 選手名                 |
| --- | ---- | ---------------- | ---------------------- |
| 13  | GK   | スペイン         | ディエゴ・コンデ       |
| 14  | MF   | スペイン         | サンティ・コメサーニャ |
| 15  | FW   | フランス         | ティエルノ・バリー ()  |
| 16  | MF   | スペイン         | アレックス・バエナ     |
| 17  | DF   | スペイン         | キコ・フェメニア       |
| 18  | MF   | セネガル         | パプ・ゲイェ ()        |
| 19  | FW   | コートジボワール | ニコラ・ペペ ()        |
| 21  | FW   | スペイン         | ジェレミ・ピノ         |
| 22  | FW   | スペイン         | アジョセ・ペレス       |
| 23  | DF   | スペイン         | セルジ・カルドナ       |
| 24  | DF   | スペイン         | アルフォンソ・ペドラサ |

※括弧内の国旗はその他保有国籍、もしくは市民権、星印はEU圏外選手を示す。

### リザーブチーム
注：選手の国籍表記はFIFAの定めた代表資格ルールに基づく。
| No. | Pos. |          | 選手名                   |
| --- | ---- | -------- | ------------------------ |
| 26  | DF   | スペイン | パウ・ナバーロ           |
| 27  | DF   | スペイン | アルナウ・ソラ           |
| 28  | DF   | スペイン | アントニオ・エスピガレス |

| No. | Pos. |          | 選手名                   |
| --- | ---- | -------- | ------------------------ |
| 29  | DF   | スペイン | アブラハム・デル・モラル |
| 31  | GK   | アンドラ | イケル・アルバレス       |
| 43  | MF   | スペイン | ディエゴ・コリャード     |

### ローン移籍
in
注：選手の国籍表記はFIFAの定めた代表資格ルールに基づく。
| No. | Pos. |        | 選手名                          |
| --- | ---- | ------ | ------------------------------- |
| 9   | FW   | カナダ | タジョン・ブキャナン (インテル) |

out
注：選手の国籍表記はFIFAの定めた代表資格ルールに基づく。
| No. | Pos. |          | 選手名                            |
| --- | ---- | -------- | --------------------------------- |
| --  | DF   | スペイン | アドリア・アルティミラ (レガネス) |
| --  | DF   | スペイン | カルロス・ロメロ (エスパニョール) |
| --  | MF   | スペイン | ラモン・テラッツ (ヘタフェ)       |

| No. | Pos. |            | 選手名                          |
| --- | ---- | ---------- | ------------------------------- |
| --  | FW   | コロンビア | ルイス・キンテロ (アモレビエタ) |
| --  | FW   | オランダ   | アルノー・ダンジュマ (ジローナ) |
| --  | FW   | スペイン   | ホルヘ・パスクアル (エイバル)   |

### スタッフ
| 役職             | 氏名               |
| ---------------- | ------------------ |
| 監督             | マルセリーノ       |
| アシスタント     | パブロ・ビジャ     |
| GKコーチ         | ハビ・ガルシア     |
| フィジカルコーチ | マリオ・セガラ     |
| テクニカルコーチ | パブロ・ロドリゲス |

## 歴代監督
- フリオ・ラウル・ゴンサレス 1990-1991
- カルロス・シモン 1991-1992
- オスマン・ベンデス 1992-1993
- ダビド・ビダル 1995
- フィデル・ウリアルテ 1995
- ハビエル・スビラッツ 1996
- ホセ・アントニオ・イルレギ 1996-1999
- ホアキン・カパロス 1999
- パキート 1999-2000
- ビクトル・ムニョス 2000-2003
- ベニト・フローロ 2003-2004
- パキート 2004
- マヌエル・ペジェグリーニ 2004-2009
- エルネスト・バルベルデ 2009-2010.1
- フアン・カルロス・ガリード 2010.2-2011.12
- フランシスコ・モリーナ 2011.12-2012.3
- ミゲル・アンヘル・ロティーナ 2012.3-2012.6
- マヌエル・プレシアード 2012.6
- フリオ・ベラスケス 2012.6-2013.1
- マルセリーノ・ガルシア・トラル 2013.1-2016.8
- フラン・エスクリバ 2016.8-2017.9
- ハビエル・カジェハ 2017.9-2018.12, 2019.1-2020.7
- ルイス・ガルシア・プラサ 2018.12-2019.1
- ウナイ・エメリ 2020.7-2022.10
- キケ・セティエン 2022.10-2023.9
- パチェタ 2023.9-2023.11
- ミゲル・アンヘル・テナ（暫定） 2023.11
- マルセリーノ 2023.11-

## 歴代所属選手

### 有名選手
その歴史のほとんどを下部リーグで過ごしてきたため、代表における主要国際大会に出場したビジャレアルの選手は少ない。ドイツで開催された2006 FIFAワールドカップには、スペイン代表にブラジル出身のマルコス・セナが、メキシコ代表にアルゼンチン出身のギジェルモ・フランコが、アルゼンチン代表にフアン・パブロ・ソリンとフアン・ロマン・リケルメが選出されて出場した。スイスとオーストリアで共催されたUEFA EURO 2008にはスペイン代表にビジャレアルから3人が選出されて優勝を勝ち取っている。セナとサンティ・カソルラとジョアン・カプデビラである。そのほかにはトルコ代表にニハト・カフヴェジが選出され、ベスト4に達している。2009年のFIFAコンフェデレーションズカップ2009のスペイン代表メンバーにはカプデビラ、カソルラの他にディエゴ・ロペスが選出された。南アフリカで開催された2010 FIFAワールドカップでもスペイン代表が優勝したが、ビジャレアルからスペイン代表に選出されたのはカプデビラのみであった。ウルグアイ代表にディエゴ・ゴディンが選出されてベスト4となり、ブラジル代表にニウマールが選出されてベスト8となった。2004年から2007年までビジャレアルに在籍したウルグアイ代表のディエゴ・フォルランは、同大会で最優秀ゴール賞と最優秀選手賞を受賞した。UEFA EURO 2012に出場したスウェーデン代表のオロフ・メルベリは大会後にビジャレアルに加入した。